# Botanická zahrada Fakulty tropického zemědělství v Praze
Botanická zahrada Fakulty tropického zemědělství České zemědělské univerzity v Praze-Suchdole se nachází v areálu univerzity. Její součástí jsou výukové skleníky a další venkovní plochy. Veřejnosti je přístupná v návštěvních hodinách.

## Historie
Botanická zahrada byla vybudována současně s výstavbou komplexu Vysoké školy zemědělské v Praze; její provoz byl zahájen 1. ledna 1968 pod názvem Skleníky Institutu tropického a subtropického zemědělství - ITSZ. Pracoviště mělo experimentální, pracovní a výukové prostory. Jako první byl osázen subtropický skleník rostlinami, které vyžadovaly v zimním období nižší teplotu. V letech 1972–1973 byl postaven atypický tropický skleník pro užitkové teplomilné rostliny přivezené z různých světadílů. V jediné kolekci byla soustředěna ojedinělá a nejkomplexnější sbírka užitkových rostlin tropů a subtropů.

## Popis
Botanická zahrada má včetně skleníků a venkovních ploch rozlohu rozlohu cca 3 800 m². Je specializovaná výhradně na užitkové rostliny tropů a subtropů. Ve sklenících (1 400 m²) jsou pěstovány rostliny sloužící k přímé spotřebě (ovoce, zelenina, luskoviny, okopaniny), tropické a subtropické obiloviny, rostliny textilní, technické, léčivé a aromatické. Ve sbírkách se nacházejí také rostliny kořeninové a harmonizující. Zdrojem semen byla vědecká pracoviště z celého světa, zejména genové banky a výměnný program Index seminum. Ve sbírce je na 2 000 tropických a subtropických druhů rostlin.

## Národní sbírka citrusů
V roce 1974 začal prof. František Pospíšil vytvářet sbírku citrusů, spojenou se vznikem sbírek užitkových rostlin tropů a subtropů. První rostliny z rodu „Citrus“ přiváželi ze svých cest po rozvojových zemích akademičtí pracovníci. Tato sbírka obsahuje 164 subtropických a tropických dřevin rodu „Citrus“ a v pracovní kolekci dalších cca 50 druhů citrusů.